# Lenguas tibéticas
Las lenguas tibéticas o tibetanas son una agrupación de variedades lingüísticas tibetano-birmanas que no son inteligibles entre sí, habladas principalmente por tibetanos que viven en una vasta región de Asia Central que bordea el subcontinente indio, incluyendo la meseta tibetana y el norte de subcontinente indio en Baltistán, Ladakh, Nepal, Sikkim y Bután. La forma clásica escrita de tibetano es un estándar literario regional de primera importancia, en particular es el vehículo usado en muchos textos del budismo tibetano.

## Lenguas del grupo
Los dialectos ü-tsang (también denominado como «tibetano central», incluyendo el dialecto de Lhasa), kham y amdo se consideran generalmente como dialectos o variantes de una misma lengua tibetana, especialmente porque comparte la misma lengua literaria, mientras que el idioma dzongkha, el sikkimés, el sherpa y el ladakhi se consideran lenguas diferentes.
Las lenguas tibetanas tienen en total unos 8 millones de hablantes. Con la expansión del budismo tibetano, el tibetano ha tenido mayor difusión en occidente y se encuentra en cierto número de publicaciones sobre el budismo. Fuera de Lhasa, el tibetano de Lhasa sólo tiene unos 200 hablantes exiliados, que han migrado a India y otros países. El tibetano se habla por algunas minorías étnicas en Tíbet que han vivido en contacto con tibetanos durante siglos, pero que sin embargo mantienen su propia lengua y cultura.
Aunque algunos pueblos qiang de Kham han sido clasificados por las autoridades chinas como de etnia tibetana, los hablantes de lenguas qiang no son tibetanos, sino que sus lenguas pertenecen a una rama diferente de la familia tibetano-birmana.
El tibetano clásico no era una lengua tonal, aunque algunas variedades modernas han desarrollado tono, entre ellas el tibetano central y el tibetano kham. Por otra parte, el tibetano ladakhi y el balti son variedades sin tono. La morfología de las lenguas tibéticas es predominantemente aglutinante.

### Clasificación interna
Nicolás Tournadre (2008) describe la situación lingüística de las lenguas tibéticas así:

Basándome en mis 20 años de trabajo de campo en el área lingüística tibetana y en la literatura existente, estimo que hay unos 220 'dialectos tibetanos' derivados del antiguo tibetano que se extienden a lo largo de 5 países: China, India, Bután, Nepal y Pakistán, que podrían agruparse en unos 25 grupos dialectales, i. e. grupos sin inteligibilidad mutua entre ellos. La noción de 'grupo dialectal' es equivalente a la noción de lengua pero no implica ninguna estandarización. Así si dejamos a un lado la noción de estandarización, creo que podríamos hablar más propiamente de 25 lenguas derivadas del antiguo tibetano. Esto no es sólo una cuestión terminológica sino que da lugar a una percepción enteramente diferente del rango de variación. Cuando hablamos de 25 lenguas, dejamos claro que estamos tratando con una familia comparable en tamaño a la familia romance que tiene 19 grupos dialectales.

Las 25 lenguas incluyen una docena de grupos dialectales principales:
Tibetano central (Ü-tsang, Tíbet), tibetano de Khams (Kham-Hor) (Chamdo, Tíbet, Sichuan, Qinghai, Yunnan), amdo (Qinghai, Gansu, Sichuan), thewo-chone (Gansu, Sichuan), ladakhi (Jammu y Cachemira), balti (Pakistán), purki (Jammu y Cachemira), spiti (Himalchal), dzongkha (Bután), drenjong (sikkimés), sherpa (Nepal, Tíbet), kyirong-kagate (Nepal, Tíbet) y otra docena de grupos menores o lenguas únicas, la mayor parte habladas por unos centenares o unos pocos millares de personas:
Jirel (Nepal), tsamang (chocangaca) (Bután), lakha (Bután), dur (brokkat) (Bután), mera-sakteng (brokpa) (Bután), dhromo (groma) (Tíbet), zhongu (Sichuan), gserpa (Sichuan), khalong (Sichuan), dongwang (Yunnan), zitsadegu (Sichuan), drugchu (Gansu).
La clasificación más explícita propuesta por Tournadre (2005, 2008) es:
- Ü-Tsang
La base del tibetano estándar que incluye diversos dialectos de Nepal:
- Kham-hor
- Amdo
- Dzongkha-lhokä
Dzongkha, lhokä (sikkimés), lakha, naaba, laya, chochongacha, brokkat (dur), bjokha (brogpa) y probablemente chumbi (dhromo)
- Ladakhi-balti
Ladakhi, purik, xangskari, balti
- lahuli-spiti
- Kyirong-kagate
- Sherpa-jirel
Sherpa, jirel

Las otras lenguas (thewo-chone, zhongu, khalong, dongwang, gserpa, zitsadegu, drugchu, baima) no son mutuamente inteligibles, y están mal documentadas como para poder clasificarlas con seguridad.

## Descripción lingüística

### Fonología histórica
La fonología del antiguo tibetano está representada con bastante precisión en la escritura. Las consonantes finales se ensordecen aunque se escriban como sonoras, los fonemas de prefijo asimilan su sonoridad a los fonemas de la raíz. Las combinaciones gráficas, hr y lh representan correlatos sordos aunque no necesariamente de r y l. El signo ' se pronuncia como una fricativa gutural sonora ante vocales y como una prenasalización homorgánica ante consonantes. La cuestión de si el verso gigu tiene una realización fonética sigue siendo un problema discutido.
Por ejemplo, Srongbtsan Sgampo ser pronunciaría [sroŋpʦan zɡampo] (pronunciación moderna de Lhasa [sɔ́ŋʦɛ̃ ɡʌ̀mpo]) y 'babs se pronunciaría [mbaps] (moderno dialecto de Lhasa: [bapˤ]). Ya en el siglo IX el proceso de simplificación de grupos consonánticos, ensordecimiento y tonogénesis había empezado en los dialectos centrales como testimonian las transcripciones de palabras tibetanas en otras lenguas, como por ejemplo el chino clásico o el uigur.
La aparición de esa evidencia permite reconstruir la evolución del tibetano. En el siglo IX, como muestran el tratado bilingüe chino-tibetano del 821-822 encontrado frente al templo de Jokhang en Lhasa, los grupos consonánticos complejos ya se habían simplificado, y el proceso de tonogénesis es probable que estuviera iniciado. El siguiente cambio tuvo lugar en los dialectos tsang (gtsang), fonemas adyacentes a r se convirtieron en retroflejos y los adyacentes a y se palatalizaron. Posteriormente, las finales superescritas d y s desaparecen, excepto en el este y el oeste. Es en este estadio que la lengua se extendió en Lahul y Spiti, cuando las letras superescritas eran silentes, la d y la g eran apenas audibles y as, os, us dieron lugar a ai, oi, ui. Las palabras introducidas en Tíbet desde lenguas fronterizas en esa época difieren de las introducidas en períodos anteriores. Los otros cambios son más recientes y se restringe al ü y al tsang. En ü, los sonidos vocálicos a, o, u han sufrido un proceso de umlaut a ä, ö, ü cuando van seguidas de sonidos coronales /i, d, s, l, n/. Lo mismo se cumple para el tsang con la excepción de l, que simplemente alarga la vocal. Las mediales se han convertido en aspiradas tenues con una entonación baja, que también marca las palabras que tienen una consonante inicial simple, mientras que las anteriores aspiradas y consonantes iniciales complejas se han simplificado en el habla y se pronuncian con un tono alto.

### Comparación léxica
Los numerales en diferentes lenguas tibéticas son:
| GLOSA | Ü-Tsang (Central) | Ü-Tsang (Central) | Ü-Tsang (Central) | Ü-Tsang (Central) | Ü-Tsang (Central) | Ü-Tsang (Central) | Ü-Tsang (Central) | Amdo  | Khams | TIBETANO CLÁSICO | PROTO- TIBÉTICO |
| GLOSA | Lhasa             | Cheng Zhang       | Dolpo             | Jirel             | Mugom             | Sherpa            | Yohlmo            | Amdo  | Khams | TIBETANO CLÁSICO | PROTO- TIBÉTICO |
| ----- | ----------------- | ----------------- | ----------------- | ----------------- | ----------------- | ----------------- | ----------------- | ----- | ----- | ---------------- | --------------- |
| '1'   | ʨiʔ53             | ʨi53              | ʂik               | dokpoi            | ʧɪk               | ʦɪk55             | ʨīː               | xʨɨx  | ʨi55  | *xʨik gtšig      | *g(ǝ)-tɕik      |
| '2'   | ȵi55              | ȵi55              | ɲiː               | ŋi                | ŋi                | ŋi55              | ɲìː               | ɦȵi   | ɲɯ53  | *gnis gnis       | *g(ǝ)-nyis      |
| '3'   | sum55             | sɔ̃53              | sum               | sum               | sum               | sum55             | sūm               | sɘm   | sũ53  | *xsum gsum       | *g(ǝ)-sum       |
| '4'   | ɕi13              | ɣɯ31              | ɕi̤ː               | si                | ɕi                | ʣi55              | ʑì̤                | ɦʑɘ   | ʐə33  | *βʑi bži         | *b(ǝ)-ʑi        |
| '5'   | ŋa53              | ɴɐ53              | ŋa                | ŋa                | ŋá                | ŋɑ55              | ŋɑ̀                | ɦŋa   | ŋɑ53  | *ɬŋɑ lŋa         | *l(ǝ)-ŋa        |
| '6'   | tʂʰuʔ13           | tʂu31             | ʈṳk               | tʰuk              | duk               | ɖʊk11             | ʈṳ̀ː               | tʂəx  | tʂo33 | *dɽuk drug       | *d(ǝ)-ruk       |
| '7'   | tỹ15              | dɛ̃24              | ty̤n               | duin              | dun               | dɪn55             | t̪ì̤n               | ɦdɘn  | dĩ33  | *βdun bdun       | *b(ǝ)-dun       |
| '8'   | ɕɛʔ13             | dʑe31             | ce̤ʔ               | get               | ket               | gæ55              | cē̤ː               | ɦdʑʲɛ | ʑe33  | *βɽgjat brgyad   | *b(ǝ)-rgyat     |
| '9'   | ku13              | ɡɯ31              | kṳ                | gu                | gu                | gu55              | kṳ̀                | ɦgɘ   | gə33  | *dgu dgu         | *d(ǝ)-gu        |
| '10'  | ʨu53              | ʨɯ53              | tɕu               | ʦutʰambaː         | ʧú                | ʦi55tʰɑm11ba11    | ʨʉ̄                | ʨɘ    | ʨə55  | *ɸʨu btšu        | *b(ǝ)-tɕu       |

Los números indican el nivel de tono. Para los grupos occidental y meridional se tiene:
| GLOSA | Dzonkha-Lakha | Dzonkha-Lakha | Balti-Ladakhi | Balti-Ladakhi | Balti-Ladakhi | Balti-Ladakhi | Balti-Ladakhi | Spiti bhoti |
| GLOSA | Dzonkha       | Sikkimés      | Balti         | Changthang    | Ladakhi       | Purik         | Zangskari     | Spiti bhoti |
| ----- | ------------- | ------------- | ------------- | ------------- | ------------- | ------------- | ------------- | ----------- |
| '1'   | ʨí            | ʧi            | ʧik           | ʧik           | ʧik           | ʧik           | ʧiʔ           | ʧík         |
| '2'   | ɲí            | ni            | ɲis           | ɲis           | ɲis           | ɲis           | ɲiː           | ɲiː         |
| '3'   | súm           | súm           | xsum          | sum           | sum           | sum           | sum           | súm         |
| '4'   | ʃi̤            | ʒe            | βʒi           | zi            | zi            | ʒi            | ʒi            | ʒì          |
| '5'   | ŋə            | ŋa            | ɣɑ            | ŋa            | ʂŋa           | ʂŋə           | ŋa            | ŋá          |
| '6'   | dʑo           | tʰu           | truk          | ɖruk          | ʈuk           | ʈuk           | ʈuʔ           | ʈùk         |
| '7'   | ty̤n           | dĩ            | βdun          | dun           | rdun          | rdun          | ðun           | dùn         |
| '8'   | kæ̤            | gɛ            | βgyʌt         | gʲat          | rgʲat         | rgyət         | ʝət           | ɟèt         |
| '9'   | kṳ            | go            | rgu           | gu            | rgu           | rgu           | ɣu            | gù          |
| '10'  | ʨu tʰam       | ʧɔːmba        | ɸʧu           | ʧu            | rʧu           | rču           | ʧu            | ʧú          |